# Dieter Preisl
Dieter Preisl (* 17. August 1962 in Judenburg; † 22. Juni 2016 in Wien) war ein österreichischer Maler und Musiker.

## Tätigkeit
Preisl studierte an der Akademie der bildenden Künste in Wien bei Max Weiler und Arnulf Rainer. Seit 1987 war er als freischaffender Künstler und Musiker tätig. Dominiert ist sein malerisches Werk durch abstrakte Gemälde in allen Formaten, durch Faltobjekte und dreidimensionale Bildobjekte. Daneben befasste Preisl sich mit fotorealistisch anmutenden Porträts in Acryl und schuf eine Vielzahl von Papierarbeiten und Zeichnungen.
Neben seiner bildnerischen Arbeit war Preisl seit seiner Jugend als Musiker und Komponist aktiv. 1991 gründete er mit Klaus Tschabitzer, Paul Pfaffenbichler und Norbert Trummer die Band Scheffenbichler, ab 1996 spielte er ebenfalls als Schlagzeuger bei den tangoboys, ab 2003 bei Alias Sandwich Hunter, ab 2005 mit Stephen R. Mathewson, eloui, David Quigley und Thomas Geldmacher bei The Brain Managerz.